# Olbia
Olbia este un oraș din Provincia Sassari, Sardinia, Italia. A fost locuit pe rând de fenicieni și greci. În zona sa a fost și locul victoriei romanilor asupra generalului cartaginez Hanno în 259 î.Hr.
Orașul a fost numit Terranova Pausania după ce coloniștii din Pisa l-au reconstruit în 1198.
În 1939 este redenumit Olbia.

## Demografie
Olbia - evoluția demografică

|  | Graficele sunt indisponibile din cauza unor probleme tehnice. Mai multe informații se găsesc la Phabricator și la wiki-ul MediaWiki. |

Date: Recensăminte sau birourile de statistică - grafică realizată de Wikipedia

## Clima
| Date climatice pentru Olbia, Sardinia                                    | Date climatice pentru Olbia, Sardinia | Date climatice pentru Olbia, Sardinia | Date climatice pentru Olbia, Sardinia | Date climatice pentru Olbia, Sardinia | Date climatice pentru Olbia, Sardinia | Date climatice pentru Olbia, Sardinia | Date climatice pentru Olbia, Sardinia | Date climatice pentru Olbia, Sardinia | Date climatice pentru Olbia, Sardinia | Date climatice pentru Olbia, Sardinia | Date climatice pentru Olbia, Sardinia | Date climatice pentru Olbia, Sardinia | Date climatice pentru Olbia, Sardinia |
| Luna                                                                     | Ian                                   | Feb                                   | Mar                                   | Apr                                   | Mai                                   | Iun                                   | Iul                                   | Aug                                   | Sep                                   | Oct                                   | Nov                                   | Dec                                   | Anual                                 |
| ------------------------------------------------------------------------ | ------------------------------------- | ------------------------------------- | ------------------------------------- | ------------------------------------- | ------------------------------------- | ------------------------------------- | ------------------------------------- | ------------------------------------- | ------------------------------------- | ------------------------------------- | ------------------------------------- | ------------------------------------- | ------------------------------------- |
| Maxima medie °C (°F)                                                     | 14.6 (58,3)                           | 15.2 (59,4)                           | 16.5 (61,7)                           | 18.4 (65,1)                           | 22.7 (72,9)                           | 27.6 (81,7)                           | 30.5 (86,9)                           | 30.8 (87,4)                           | 27.0 (80,6)                           | 22.2 (72)                             | 17.8 (64)                             | 15.4 (59,7)                           | 21,56 (70,8)                          |
| Minima medie °C (°F)                                                     | 5.2 (41,4)                            | 5.9 (42,6)                            | 6.3 (43,3)                            | 8.2 (46,8)                            | 11.3 (52,3)                           | 15.4 (59,7)                           | 18.3 (64,9)                           | 18.5 (65,3)                           | 15.9 (60,6)                           | 11.8 (53,2)                           | 8.0 (46,4)                            | 6.1 (43)                              | 10,91 (51,63)                         |
| Minima istorică °C (°F)                                                  | −3.6 (25,5)                           | −3 (26,6)                             | −2.5 (27,5)                           | −1 (30,2)                             | 3.9 (39)                              | 7.0 (44,6)                            | 12.0 (53,6)                           | 10.0 (50)                             | 8.9 (48)                              | 4.0 (39,2)                            | −1.4 (29,5)                           | −4.2 (24,4)                           | −3,6 (25,5)                           |
| Precipitații mm (inches)                                                 | 47.3 (1.862)                          | 72.6 (2.858)                          | 63.4 (2.496)                          | 56.1 (2.209)                          | 37.4 (1.472)                          | 18.4 (0.724)                          | 6.4 (0.252)                           | 28.1 (1.106)                          | 40.8 (1.606)                          | 58.4 (2.299)                          | 55.6 (2.189)                          | 97.9 (3.854)                          | 582,4 (22,929)                        |
| Nr. de zile cu precipitații                                              | 7                                     | 8                                     | 8                                     | 8                                     | 4                                     | 3                                     | 1                                     | 3                                     | 5                                     | 5                                     | 6                                     | 9                                     | 67                                    |
| Sursă: worldclimateguide and stazione metereologica olbia costa smeralda |                                       |                                       |                                       |                                       |                                       |                                       |                                       |                                       |                                       |                                       |                                       |                                       |                                       |